# Cecil Lake
Cecil Lake est une localité située dans la province de la Colombie-Britannique, dans le nord-est.